# 신진우
신진우(1970년 ~ )은 대한민국의 소설가이다. 1994년 영화진흥공사, 스포츠서울 공동주최 상반기 영화시나리오 공모에 《도제수업》으로 입선. 장편소설 《게이트》외에 만화 스토리 작품으로 《초연신기 히네시스》, 《환영전기》, 《무림 007》, 《대악마 첩보기관 A.D.I》가 있다.

## 수상경력
- 1993년 (주)기획시대 주최 영화 시나리오 공모 당선 《위험한 신혼여행》
- 1993년 한국 정보문화센타 주최 제1회 게임 시나리오 공모전 본선 진출 《천녀유혼》
- 1994년 영화진흥공사&스포츠서울 공동주최 상반기 영화시나리오 공모 입선 《도제수업》

## 발표작
- 《초연신기 히네시스》- 1997년 만화격주간지 《영 챔프》에  연재
- 《환영전기》- 1998년 ㈜야컴 만화단행본 《815코믹스》에스토리 작업
- 《무림007》- 1999년 ㈜야컴 만화단행본 《815코믹스》에스토리 작업
- 《대악마 첩보기관 A.D.I》- 2007~08년 웹진 《코믹타운》에 연재.
- 《게이트》- 2010년 7월, 새파란상상. ISBN 9788963710143